# Tillandsia eizii
Tillandsia eizii es una especie de planta epífita dentro del género  Tillandsia, perteneciente a la  familia de las bromeliáceas.  

## Descripción
Son plantas epífitas que alcanzan un tamaño de hasta 170 cm en flor, acaules. Hojas de 34-84 cm; vainas de 8-14 cm de ancho, castaño, densamente adpreso lepidotas; las láminas de 5.5-8.5 cm de ancho, lisas a finamente nervadas, densamente adpreso a subadpreso cinéreo lepidotas en el haz, glabrescentes a inconspicuamente adpreso lepidotas en el envés, triangulares. Escapo 65-70 cm, fuertemente decurvado; brácteas foliáceas, ocultando al escapo. Inflorescencia 1-pinnado compuesta, péndula; brácteas primarias foliáceas, las inferiores 20-30 cm, mucho más largas que las espigas; espigas 8-11(-23) cm, patentes a subpatentes, con 8-13 flores. Brácteas florales 3-4 cm, más largas que los sépalos, erectas a divergentes, patentes en la fructificación, ecarinadas, rugosas a inconspicuamente nervadas, glabras, coriáceas. Flores sésiles; sépalos 2.5-3 cm, lisos, subcoriáceos, los 2 posteriores carinados, el anterior ecarinado; pétalos violeta. Los frutos son cápsulas de hasta 5 cm.

## Distribución y hábitat
Se encuentra en los bosques de Pinus-Quercus, a una altitud de 1200-2400 metros, en México, donde se distribuye por Chiapas en la selva húmeda en Cascada y Siltepec.

## Taxonomía
Tillandsia eizii fue descrita por Lyman Bradford Smith y publicado en Phytologia 28: 33, t. 3, f. C, D. 1974.
Etimología
Tillandsia: nombre genérico que fue nombrado por Carlos Linneo en 1738 en honor al médico y botánico finlandés Dr. Elias Tillandz (originalmente Tillander) (1640-1693).
eizii: epíteto otorgado en honor del botánico Eizi Matuda.